# Saison 2019-2020 du Club athlétique Brive Corrèze Limousin
Cette page présente la saison 2019-2020 du Club athlétique Brive Corrèze Limousin en Top 14 et en challenge européen. Celle-ci est écourtée en raison de la pandémie de Coronavirus qui perturbe la France à partir de février 2020.

## La saison

### Pré-saison
Dans la foulée de sa remontée dans l'élite, le CABCL annonce lors d'une conférence de presse les grandes lignes de la saison à venir. La campagne d'abonnements est lancée le 17 juin. La reprise des entraînements a lieu le lundi 1er juillet. Cinq jours avant cette date, le club se sépare de Didier Casadeï, qui occupait depuis près de dix ans le poste d'entraîneur des avants,. Le 2 juillet, c'est Marc Dal Maso qui remplace le champion d'Europe 1997 à la tête des avants brivistes. Les Corréziens effectuent leur stage habituel à Bugeat, durant une semaine. Coté sportif, Brive joue trois matches de préparation. Le 2 août, il est battu 29-21 à Millau par le Montpellier HR. Le 9, il est de nouveau battu 7-10 à Biars-sur-Cère par le Racing 92. Le 16 août, les hommes de Jeremy Davidson remportent leur première victoire en coiffant sur le fil (28-27) l'Union Bordeaux Bègles sur sa pelouse de Chaban.
A noter que pour la Coupe du monde de rugby, l'équipe corrézienne sera privée de quatre internationaux Géorgiens (Vano Karkadze, Otar Giorgadze, Vasil Lobzhanidze et Tedo Abzhandadze). Initialement dans leurs groupes de départ, le Fidjien Sevanaia Galala et le Géorgien Karlen Asieshvili ne sont finalement pas retenus dans leurs sélections respectives pour la compétition.

### Récit de la saison sportive

#### Août 2019
Le calendrier de la saison régulière de Top 14 est dévoilé le 11 juillet. Comme à sa demande, le club de Brive commence son Top 14 avec deux déplacements, la nouvelle pelouse du Stade Amédée-Domenech n'étant pas prête à accueillir des joueurs. En Challenge européen, le CABCL se retrouve dans la poule 4,en compagnie du Stade français, des Anglais de Bristol et des Italiens de Zebre. Pour son retour en Top 14, le 24 août, le quinze briviste est battu 33-14 sur la pelouse du Stade du Hameau à Pau, là où il s'était incliné trois mois plus tôt en finale de Pro D2. Les Corréziens, peu inspirés, jouent pourtant 50 minutes en supériorité numérique lors de cette partie. Lors de la seconde journée, les Blanc et Noir sont à nouveau défaits sans bonus défensif (16-10), au Stade Armandie par le SU Agen. La recrue vedette Alex Dunbar, pour sa première, signe le seul essai briviste de la rencontre.

#### Septembre 2019
La première rencontre du CABCL à domicile est le dimanche 8 septembre, face au voisin Clermont. Sur la nouvelle pelouse du Stadium, les Corréziens remportent avec panache le derby du Massif Central 28-21. L'entame de match est parfaite avec un 15-0 asséné aux Jaunards. Ces derniers se rebiffent après la pause mais Brive garde l'avantage. Ensuite, pour la 4e journée de Top 14, Brive encaisse un lourd revers au Stade de Gerland (59-3) devant le Lyon OU, certes avec une équipe remaniée et rajeunie. Avant un second succès à domicile lors de la réception du RC Toulon (39-17). Lors de ce match, les Cabistes démarrent en trombe avec un essai de Kitione Kamikamica dès la première minute. Cette excellente entame permet aux Corréziens de mener 20-7 à la pause. Après celle-ci, les Toulonnais réagissent mais le CAB l'emporte tout de même. Avant la rencontre, une émouvante minute de silence en mémoire du Président Chirac, décédé deux jours plus tôt, est observée.

#### Octobre 2019
Le quinze briviste dispute trois matchs lors du mois d'octobre. Le 5 octobre il s'offre le champion de France en titre, le Stade toulousain (23-9), il est vrai très amoindri par l'absence de nombreux Internationaux retenus à la Coupe du Monde. Le demi de mêlée Julien Blanc est le héros du jour avec deux essais inscrits. Brive s'incline ensuite face au Stade rochelais (41-17). Au Stade Marcel-Deflandre, les Blanc et Noir réalisent pourtant une belle première période avec un essai du Sud-Africain Nico Lee pour son premier match de Top 14. Le 19 octobre, le CAB réalise une excellente opération en dominant l'UBB 30-9. C'est la première victoire assortie du bonus offensif pour les Coujoux. Les Bordelais, solides deuxièmes du Championnat, évoluent à 14 dès la 9e minute à la suite de l'exclusion de leur capitaine. Joris Jurand, Julien Blanc et Matthieu Voisin signent les trois essais de ce succès à cinq points. A terme du second bloc de matches, le CAB est neuvième du classement général avec 17 points.

#### Novembre 2019
Le CABCL s'incline au Stade Pierre-Fabre (28-26) devant le Castres olympique le 9 novembre, après trois semaines de coupure. Mené de treize points à la pause, le quinze briviste refait peu à peu son retard et à deux minutes de la sirène, François Da Ros marque l'essai qui permet à Brive de passer devant avec la transformation. La victoire revient aux Tarnais dans les arrêts de jeu sur une pénalité. C'est néanmoins le premier point acquis par le CAB hors de Corrèze. A l'occasion de son retour en Challenge Européen, le vendredi suivant, le club corrézien signe sa première victoire en déplacement. Face à un Stade français au plus mal et qui vient d'enregistrer la démission d'Heyneke Meyer, Brive s'impose en effet 27-11. Pour la seconde journée, il est en revanche humilié sur sa pelouse d'Amédée-Domenech par les Anglais de Bristol. Face au leader du championnat d'Angleterre, le CAB ne parvient pas à inscrire de points (0-36). Qualques jours plus tard, lors de la 16e Nuit du Rugby, le public du CABCL reçoit le titre de meilleur public de France.

#### Décembre 2019
Pour le compte de la 10e journée de Top 14, les partenaires de Said Hireche battent le Stade français, bon dernier, le 1er décembre, sur le score de 26-21. Réalistes en première période, les Corréziens souffrent énormément en seconde mais arrachent la victoire face à un concurrent direct pour le maintien. Il y a ensuite une double confrontation avec le club italien des Zebre, à Parme le 7 décembre puis à Brive le 13. Au match aller, les Brivistes, avec une équipe très jeune (24 ans de moyenne d'âge), sont défaits 27-24. Ils prennent leur revanche le vendredi suivant (24-10), sans toutefois décrocher le point de bonus offensif. Lors de la 11e journée de Championnat, les Coujoux iront defier l'Aviron Bayonnais le 21 décembre. Dans la foulée, ce bon résultat acquis en terre basque est annihilé par une déroute à domicile face au Racing 92 (20-44), avec six essais concédés à des Franciliens largement supérieurs.

#### Janvier 2020
Le CA Brive entame l'année 2020 par une défaite au GGL Stadium de Montpellier. Le MHR s'impose 29-26 contre les Corréziens qui, malgré une revue d'effectif, sont accrocheurs en défense et réalistes en attaque, à l'image de leurs deux essais (signés Scholes et Laranjeira) qui leur permettent de repartir avec un point. Les deux semaines suivantes coïncident avec les deux dernières journées du Challenge européen. Le 11 janvier, le CAB est de nouveau laminé par le leader de sa poule, Bristol (52-3). Eliminé de la compétition, il bat le Stade Français 33-29 le samedi suivant au Stade Amédée-Domenech, ce qui lui permet de terminer deuxième de la poule 4. A nouveau le samedi suivant, sur la même pelouse, les hommes de Davidson s'imposent face aux Palois 33-26, au terme d'un rencontre folle. Menés au score de dix points une bonne partie du match, les Brivistes remontent leurs adversaires grâce à un Thomas Laranjeira précis dans ses tentatives et opportuniste dans le jeu. L'arrière cabiste (auteur de 28 points à lui seul) inscrit ainsi un doublé dans les cinq dernières minutes sur des actions similaires, en poussant en dribbling deux munitions égarées par les joueurs Béarnais. Le scénario est idéal pour Brive qui prive même la Section du bonus défensif. Le club pointe à la 9e place du Top 14 avec 29 points, soit sept de plus que le 13e, Agen.

#### Février 2020
Le 1er février, le club participe à la première édition du championnat de France professionnel de rugby à sept baptisé In Extenso Supersevens. Cette nouvelle compétition a pour cadre l'enceinte de Paris La Défense Arena et réunit seize équipes. Organisée en élimination directe, elle comporte un tableau principal et un tableau secondaire, les équipes éliminées en huitièmes de finales étant reversées dans ce dernier. Le CABCL fait pâle figure dans l'enceite francilienne, il s'incline tout d'abord devant l'équipe de Monaco (12-17), avant d'échouer successivement face au Hontpellier HR (19-29), puis contre le Lyon OU (21-24). Le club se classe finalement 15e. En Top 14, trois matches sont au programme des Blanc et Noir. Un déplacement au Stade Mayol tout d'abord, avec une défaite 34-17 face au RC Toulon. Ensuite, les Coujoux se tirent littéralement une balle dans le pied lors de la venue du SU Agen pour la 16e journée (16-30). Ala mi-temps de la rencontre, Arnaud Mignardi fait ses adieux au public briviste,  mettant fin à un douloureux divorce avec le club. Le trois-quart centre était en conflit avec les dirigeants cabistes qui ne souhaitaient pas prolonger le joueur.  Le 29 février, le CABCL, vexé par la gifle agenaise, se venge lors de la réception du Lyon OU, deuxième du Top 14, sur le même score, en sa faveur cette fois (30-16). Joris Jurand signe les trois essais de ses couleurs. Et le premier hat-trick d'un joueur briviste depuis Norman Ligairi en octobre 2008. Malgré ce joli coup, Brive chute à la 11e place.

#### Mars 2020
En début de mois, un entraînement est délocalisé au Stade Cueille de Tulle. Ce mois de mars 2020 est perturbé par la propagation de la coronavirus dans l'Hexagone. Dans un premier temps, il est envisagé de disputer des rencontres à huis clos. Le vendredi 13 mars, au lendemain de l'allocution du président Emmanuel Macron, la Ligue Nationale de Rugby (organisateur de la compétition) décide suspendre jusqu'à nouvel ordre les Championnats de Top 14 et de Pro D2. À partir du mardi 17 mars, à la suite d'une seconde annonce du Président de la République, un confinement inédit en France est instauré. L'effectif du CA Brive Corrèze Limousin est placé au chômage technique, à l'instar de tous les clubs sportifs professionnels du pays.

#### Avril 2020
Après la prolongation du confinement jusqu'au lundi 11 mai par le chef de l'Etat, la Ligue Nationale de Rugby décide le 15 avril, de faire reprendre les Championnats de Top 14 et de Pro D2 "directement sous forme de phases finales". Cette décision signe par conséquent la fin de la saison régulière. La saison du CABCL, 11e du Championnat, s'achève donc prématurement.

## Joueurs et encadrement

### Dirigeants
- Simon Gillham, président
- Jean-Jacques Bertrand,  Christian Terrassoux et  Jacky Lintignat, vice-présidents
- Xavier Ric, Directeur Général

### Staff technique
- Jeremy Davidson, entraineur en chef
- Marc Dal Maso, entraîneur des avants
- Jean-Baptiste Péjoine, entraîneur des arrières
- Sébastien Bonnet
- Alex King

### Effectif 2019-2020
| Nom                      | Poste            | Naissance         | Nationalité sportive | International | Dernier club          | Arrivée au club (année) |
| ------------------------ | ---------------- | ----------------- | -------------------- | ------------- | --------------------- | ----------------------- |
| Thomas Acquier           | Talonneur        | 21 novembre 1989  | France               | -             | US Carcassonne        | 2014                    |
| François Da Ros          | Talonneur        | 29 septembre 1983 | France               | -             | Aviron bayonnais      | 2012                    |
| Vano Karkadze            | Talonneur        | 25 juin 2000      | Géorgie              | -             | Stade aurillacois     | 2019                    |
| Peniami Narisia          | Talonneur        | 10 juin 1997      | Fidji                | -             | Formé au club         | 2015                    |
| Karlen Asieshvili        | Pilier           | 21 avril 1987     | Géorgie              | 31 (20)       | Stade aurillacois     | 2013                    |
| Soso Bekoshvili          | Pilier           | 3 novembre 1993   | Géorgie              | 11 (0)        | SO Chambéry           | 2016                    |
| Simon-Pierre Chauvac     | Pilier           | 23 mars 1998      | France               | -             | Formé au club         | 2017                    |
| Mesake Doge              | Pilier           | 4 janvier 1993    | Fidji                | 1 (0)         | Timisoara Saracens    | 2019                    |
| Luka Jaripadze           | Pilier           | 6 septembre 1998  | Géorgie              | -             | Formé au club         | 2019                    |
| James Johnston           | Pilier           | 6 mars 1986       | Samoa                | 17 (5)        | Worcester Warriors    | 2017                    |
| Wesley Tapueluelu        | Pilier           | 3 décembre 1999   | Tonga                | -             | Formé au club         | 2019                    |
| Cody Thomas              | Pilier           | 1er mars 1996     | Afrique du Sud       | -             | Montpellier HR        | 2018                    |
| Hayden Thompson-Stringer | Pilier           | 29 décembre 1994  | Angleterre           | -             | Saracens              | 2019                    |
| Richard Fourcade         | Deuxième ligne   | 4 avril 1993      | France               | -             | Stade aurillacois     | 2018                    |
| Victor Lebas             | Deuxième ligne   | 9 juin 1993       | France               | -             | Soyaux Angoulême      | 2018                    |
| Mitch Lees               | Deuxième ligne   | 12 novembre 1988  | Australie            | -             | Exeter Chiefs         | 2019                    |
| Dan Malafosse            | Deuxième ligne   | 14 janvier 1992   | France               | -             | Section paloise       | 2019                    |
| Peet Marais              | Deuxième ligne   | 31 octobre 1990   | Afrique du Sud       | -             | Natal Sharks          | 2014                    |
| Johan Snyman             | Deuxième ligne   | 9 juillet 1986    | Afrique du Sud       | -             | Scarlets              | 2015                    |
| Aymeric Tronc            | Deuxième ligne   | 24 janvier 2001   | France               | -             | Formé au club         | 2019                    |
| Jan Uys                  | Deuxième ligne   | 3 janvier 1994    | Afrique du Sud       | -             | Section paloise       | 2016                    |
| Esteban Abadie           | Troisième ligne  | 1er février 1997  | France               | -             | Racing 92             | 2019                    |
| Steevy Cerqueira         | Troisième ligne  | 9 août 1993       | France               | -             | Stade français        | 2018                    |
| So'otala Fa'aso'o        | Troisième ligne  | 2 octobre 1994    | Samoa                | -             | Racing 92             | 2018                    |
| Otar Giorgadze           | Troisième ligne  | 2 mars 1996       | Géorgie              | 13 (10)       | ASM Clermont Auvergne | 2018                    |
| Saïd Hireche             | Troisième ligne  | 27 mai 1985       | Algérie              | 1 (0)         | Stade aurillacois     | 2012                    |
| Kitione Kamikamica       | Troisième ligne  | 26 avril 1996     | Fidji                | -             | RC Vannes             | 2019                    |
| Retief Marais            | Troisième ligne  | 20 juillet 1995   | Afrique du Sud       | -             | Sharks                | 2017                    |
| Irakli Tskhadadze        | Troisième ligne  | 1er août 1996     | Géorgie              | -             | Union Bordeaux Bègles | 2019                    |
| Matthieu Voisin          | Troisième ligne  | 16 mai 1996       | France               | -             | Racing 92             | 2018                    |
| Julien Blanc             | Demi de mêlée    | 4 octobre 1992    | France               | -             | Section paloise       | 2019                    |
| David Delarue            | Demi de mêlée    | 27 octobre 1996   | France               | -             | Formé au club         | 2015                    |
| Quentin Delord           | Demi de mêlée    | 10 février 1999   | France               | -             | Lyon OU               | 2019                    |
| Vasil Lobzhanidze        | Demi de mêlée    | 14 octobre 1996   | Géorgie              | 34 (30)       | RC Armazi             | 2016                    |
| Tedo Abzhandadze         | Demi d'ouverture | 13 juin 1999      | Géorgie              | 7 (32)        | RC Aia                | 2019                    |
| Enzo Hervé               | Demi d'ouverture | 13 octobre 1998   | France               | -             | Formé au club         | 2017                    |
| Stuart Olding            | Demi d'ouverture | 11 mars 1993      | Irlande              | 4 (5)         | Ulster Rugby          | 2018                    |
| Maxence Darthou          | Centre           | 27 mars 2001      | France               | -             | Formé au club         | 2019                    |
| Alex Dunbar              | Centre           | 23 avril 1990     | Écosse               | 28 (35)       | Newcastle Falcons     | 2019                    |
| Sevanaia Galala          | Centre           | 29 janvier 1993   | Fidji                | 2 (0)         | Formé au club         | 2011                    |
| Guillaume Galletier      | Centre           | 7 mars 1997       | France               | -             | Montpellier HR        | 2019                    |
| Nico Lee                 | Centre           | 13 mars 1994      | Afrique du Sud       | -             | Cheetahs              | 2019                    |
| Arnaud Mignardi          | Centre           | 1er novembre 1986 | France               | 2 (0)         | Biarritz olympique    | 2011                    |
| Alban Ramette            | Centre           | 7 octobre 1998    | France               | -             | Formé au club         | 2018                    |
| Setareki Bituniyata      | 3/4 aile         | 12 août 1995      | Fidji                | -             | RC Massy              | 2019                    |
| Eneriko Buliruarua       | 3/4 aile         | 23 janvier 1997   | Fidji                | -             | RC Toulon             | 2019                    |
| Axel Müller              | 3/4 aile         | 25 novembre 1993  | Argentine            | -             | US Oyonnax            | 2018                    |
| Guillaume Namy           | 3/4 aile         | 3 avril 1989      | France               | -             | Formé au club         | 2008                    |
| Franck Romanet           | 3/4 aile         | 2 mai 1986        | France               | -             | Lyon OU               | 2017                    |
| Rory Scholes             | 3/4 aile         | 24 avril 1993     | Irlande              | -             | Ulster Rugby          | 2018                    |
| Pierre Tournebize        | 3/4 aile         | 25 septembre 1998 | France               | -             | Montpellier HR        | 2019                    |
| Joris Jurand             | Arrière          | 11 novembre 1995  | France               | -             | Montpellier HR        | 2018                    |
| Thomas Laranjeira        | Arrière          | 5 mai 1992        | France               | -             | Formé au club         | 2012                    |

## Calendrier et résultats
| Date du match | Domicile              | Extérieur             | Score | Lieu du match                     | Catégorie                         | Classement | Diffuseur             | Horaire |
| --- | --------------------- | --------------------- | ----- | --------------------------------- | --------------------------------- | ---------- | --------------------- | ------- |
| 2 août 2019 | Montpellier HR        | CA Brive              | 29-21 | Millau                            | Amical                            | -          | -                     | 19H00   |
| 9 août 2019 | CA Brive              | Racing 92             | 7-10  | Stade municipal de Biars-sur-Cère | Amical                            | -          | -                     | 19H00   |
| 16 août 2019 | Union Bordeaux Bègles | CA Brive              | 27-28 | Stade Chaban-Delmas               | Amical                            | -          | -                     | 19H00   |
| 24 août 2019 | Section paloise       | CA Brive              | 33-14 | Stade du Hameau                   | 1re journée de Top 14             | 12         | Canal+ Sport, Rugby+  | 18H00   |
| 31 août 2019 | SU Agen               | CA Brive              | 16-10 | Stade Armandie                    | 2e journée de Top 14              | 14         | Canal+ Décalé, Rugby+ | 18H00   |
| 8 septembre 2019 | CA Brive              | ASM Clermont          | 28-21 | Stade Amédée-Domenech             | 3e journée de Top 14              | 13         | Canal+                | 16H50   |
| 14 septembre 2019 | Lyon OU               | CA Brive              | 59-3  | Matmut Stadium Gerland            | 4e journée de Top 14              | 14         | Canal+ Décalé, Rugby+ | 18H00   |
| 28 septembre 2019 | CA Brive              | RC Toulon             | 39-17 | Stade Amédée-Domenech             | 5e journée de Top 14              | 12         | Canal+                | 15H30   |
| 5 octobre 2019 | CA Brive              | Stade toulousain      | 23-9  | Stade Amédée-Domenech             | 6e journée de Top 14              | 9          | Canal+ Décalé, Rugby+ | 18H00   |
| 12 octobre 2019 | Stade rochelais       | CA Brive              | 41-17 | Stade Marcel-Deflandre            | 7e journée de Top 14              | 13         | Canal+ Décalé, Rugby+ | 20H45   |
| 19 octobre 2019 | CA Brive              | Union Bordeaux Bègles | 30-9  | Stade Amédée-Domenech             | 8e journée de Top 14              | 9          | Canal+ Sport          | 18H00   |
| 9 novembre 2019 | Castres olympique     | CA Brive              | 28-26 | Stade Pierre-Fabre                | 9e journée de Top 14              | 12         | Canal+ Décalé, Rugby+ | 18H00   |
| 15 novembre 2019 | Stade français        | CA Brive              | 11-27 | Stade Jean-Bouin                  | 1re journée de Challenge européen | 2          | -                     | 20H45   |
| 22 novembre 2019 | CA Brive              | Bristol Bears         | 0-36  | Stade Amédée-Domenech             | 2e journée de Challenge européen  | 3          | -                     | 20H00   |
| 1er décembre 2019 | CA Brive              | Stade français        | 26-21 | Stade Amédée-Domenech             | 10e journée de Top 14             | 8          | Canal+ Sport          | 12H30   |
| 7 décembre 2019 | Zebre                 | CA Brive              | 27-24 | Pata Stadium                      | 3e journée de Challenge européen  | 3          | -                     | 16H00   |
| 13 décembre 2019 | CA Brive              | Zebre                 | 24-10 | Stade Amédée-Domenech             | 4e journée de Challenge européen  | 2          | -                     | 20H00   |
| 21 décembre 2019 | Aviron bayonnais      | CA Brive              | 6-6   | Stade Jean-Dauger                 | 11e journée de Top 14             | 6          | Canal+                | 15H35   |
| 28 décembre 2019 | CA Brive              | Racing 92             | 20-44 | Stade Amédée-Domenech             | 12e journée de Top 14             | 9          | Canal+                | 16H00   |
| 4 janvier 2020 | Montpellier HR        | CA Brive              | 29-26 | GGL Stadium                       | 13e journée de Top 14             | 9          | Canal+ Sport, Rugby+  | 20H45   |
| 11 janvier 2020 | Bristol Bears         | CA Brive              | 52-3  | Ashton Gate Stadium               | 5e journée de Challenge européen  | 3          | -                     | 16H00   |
| 18 janvier 2020 | CA Brive              | Stade français        | 33-29 | Stade Amédée-Domenech             | 6e journée de Challenge européen  | 2          | -                     | 15H00   |
| 25 janvier 2020 | CA Brive              | Section paloise       | 33-26 | Stade Amédée-Domenech             | 14e journée de Top 14             | 9          | Canal+ Sport, Rugby+  | 18H00   |
| 15 février 2020 | RC Toulon             | CA Brive              | 34-17 | Stade Mayol                       | 15e journée de Top 14             | 9          | Canal+ Sport, Rugby+  | 18H00   |
| 22 février 2020 | CA Brive              | SU Agen               | 16-30 | Stade Amédée-Domenech             | 16e journée de Top 14             | 10         | Canal+ Sport, Rugby+  | 20H30   |
| 29 février 2020 | CA Brive              | Lyon OU               | 30-16 | Stade Amédée-Domenech             | 17e journée de Top 14             | 11         | Canal+ Sport          | 20H45   |
| Suspension du championnat, puis décision de pas mener la saison régulière à son terme (à cause de la Pandémie de Covid-19 en France) |                       |                       |       |                                   |                                   |            |                       |         |

## Statistiques et classements

### Statistiques collectives

#### Classement Top 14
| Rang | Club                  | J  | V  | N | D  | Bo | Bd | Pm  | Pe  | Diff | Pts |
| ---- | --------------------- | -- | -- | - | -- | -- | -- | --- | --- | ---- | --- |
| 1    | Union Bordeaux Bègles | 16 | 12 | 1 | 3  | 6  | 1  | 449 | 293 | +156 | 57  |
| 2    | Lyon OU               | 16 | 12 | 0 | 4  | 5  | 0  | 447 | 274 | +173 | 53  |
| 3    | Stade rochelais       | 16 | 9  | 0 | 7  | 3  | 3  | 370 | 328 | +42  | 42  |
| 4    | RC Toulon             | 16 | 8  | 2 | 6  | 3  | 2  | 377 | 316 | +61  | 41  |
| 5    | Racing 92             | 16 | 8  | 1 | 7  | 4  | 3  | 402 | 326 | +76  | 41  |
| 6    | Stade toulousain      | 16 | 8  | 1 | 7  | 4  | 2  | 358 | 311 | +47  | 40  |
| 7    | ASM Clermont (T)      | 16 | 9  | 0 | 7  | 0  | 0  | 391 | 400 | -9   | 36  |
| 8    | Montpellier HR        | 16 | 6  | 3 | 7  | 2  | 4  | 389 | 371 | +18  | 36  |
| 9    | Castres olympique     | 16 | 7  | 0 | 9  | 3  | 1  | 368 | 434 | -66  | 32  |
| 10   | CA Brive (P)          | 16 | 6  | 1 | 9  | 1  | 2  | 334 | 423 | -89  | 29  |
| 11   | Aviron bayonnais (P)  | 16 | 6  | 1 | 9  | 0  | 3  | 307 | 399 | -92  | 29  |
| 12   | SU Agen               | 16 | 5  | 1 | 10 | 0  | 4  | 308 | 382 | -74  | 26  |
| 13   | Stade français Paris  | 16 | 5  | 1 | 10 | 0  | 2  | 310 | 469 | -159 | 24  |
| 14   | Section paloise       | 16 | 5  | 0 | 11 | 0  | 4  | 315 | 399 | -84  | 24  |

#### Classement Poule 4 de Challenge européen
| Rang | Équipe               | J | V | N | D | Em | Ee | Bo | Bd | Pm  | Pe  | Diff | Pts |
| ---- | -------------------- | - | - | - | - | -- | -- | -- | -- | --- | --- | ---- | --- |
| 1    | Bristol Bears        | 6 | 5 | 1 | 0 | 27 | 6  | 4  | 0  | 209 | 58  | +151 | 26  |
| 2    | CA Brive             | 6 | 3 | 0 | 3 | 14 | 22 | 1  | 1  | 111 | 165 | -54  | 14  |
| 3    | Zebre                | 6 | 2 | 1 | 3 | 15 | 18 | 2  | 1  | 106 | 151 | -45  | 13  |
| 4    | Stade français Paris | 6 | 1 | 0 | 5 | 11 | 20 | 1  | 3  | 104 | 156 | -52  | 8   |

### Statistiques individuelles

#### Statistiques par joueur
(Tableau à jour au 1er mars 2020)
| Joueur                   | Poste            | Top 14 | Top 14 | Top 14 | Top 14 | Top 14 | Top 14 | Top 14 | Top 14 | Top 14 |     | Challenge européen | Challenge européen | Challenge européen | Challenge européen | Challenge européen | Challenge européen | Challenge européen | Challenge européen | Challenge européen |      | Total | Total | Total | Total | Total | Total | Total | Total | Total |
| Joueur                   | Poste            | TJ     | Tit.   | Rem.   | E      | T      | P      | D      | CJ     | CR     | TJ  | Tit.               | Rem.               | E                  | T                  | P                  | D                  | CJ                 | CR                 | TJ                 | Tit. | Rem.  | E     | T     | P     | D     | CJ    | CR    |       |       |
| ------------------------ | ---------------- | ------ | ------ | ------ | ------ | ------ | ------ | ------ | ------ | ------ | --- | ------------------ | ------------------ | ------------------ | ------------------ | ------------------ | ------------------ | ------------------ | ------------------ | ------------------ | ---- | ----- | ----- | ----- | ----- | ----- | ----- | ----- | ----- | ----- |
| Thomas Acquier           | Talonneur        | -      | 9      | 6      | -      | -      | -      | -      | -      | -      |     | 87                 | 1                  | 1                  | 1                  | -                  | -                  | -                  | -                  | -                  |      | -     | 10    | 7     | 1     | -     | -     | -     | -     | -     |
| François Da Ros          | Talonneur        | -      | 5      | 7      | 1      | -      | -      | -      | -      | -      | 51  | -                  | 2                  | 1                  | -                  | -                  | -                  | -                  | -                  | -                  | 5    | 9     | 2     | -     | -     | -     | -     | -     |       |       |
| Vano Karkadze            | Talonneur        | -      | -      | 1      | -      | -      | -      | -      | -      | -      | 175 | 2                  | 2                  | -                  | -                  | -                  | -                  | -                  | -                  | -                  | 2    | 3     | -     | -     | -     | -     | -     | -     |       |       |
| Peniami Narisia          | Talonneur        | -      | 3      | 3      | -      | -      | -      | -      | 3      | -      | 167 | 3                  | 1                  | 1                  | -                  | -                  | -                  | -                  | -                  | -                  | 6    | 4     | 1     | -     | -     | -     | 3     | -     |       |       |
| Karlen Asieshvili        | Pilier           | -      | 4      | 6      | 1      | -      | -      | -      | -      | -      | 119 | 1                  | 3                  | -                  | -                  | -                  | -                  | -                  | -                  | -                  | 5    | 9     | 1     | -     | -     | -     | -     | -     |       |       |
| Soso Bekoshvili          | Pilier           | -      | 1      | 2      | -      | -      | -      | -      | -      | -      | 0   | -                  | -                  | -                  | -                  | -                  | -                  | -                  | -                  | -                  | 1    | 2     | -     | -     | -     | -     | -     | -     |       |       |
| Simon-Pierre Chauvac     | Pilier           | -      | 10     | 3      | 1      | -      | -      | -      | -      | -      | 0   | -                  | -                  | -                  | -                  | -                  | -                  | -                  | -                  | -                  | 10   | 3     | 1     | -     | -     | -     | -     | -     |       |       |
| Mesake Doge              | Pilier           | -      | 10     | 2      | 1      | -      | -      | -      | -      | -      | 130 | 1                  | 2                  | -                  | -                  | -                  | -                  | -                  | -                  | -                  | 11   | 4     | 1     | -     | -     | -     | -     | -     |       |       |
| Luka Jaripadze           | Pilier           | -      | 1      | -      | -      | -      | -      | -      | -      | -      | 109 | 2                  | 1                  | -                  | -                  | -                  | -                  | -                  | -                  | -                  | 3    | 1     | -     | -     | -     | -     | -     | -     |       |       |
| James Johnston           | Pilier           | -      | 3      | 8      | 1      | -      | -      | -      | 1      | -      | 172 | 2                  | 2                  | -                  | -                  | -                  | -                  | -                  | -                  | -                  | 5    | 10    | 1     | -     | -     | -     | 1     | -     |       |       |
| Wesley Tapueluelu        | Pilier           | -      | -      | -      | -      | -      | -      | -      | -      | -      | 69  | 1                  | 1                  | -                  | -                  | -                  | -                  | -                  | -                  | -                  | 1    | 1     | -     | -     | -     | -     | -     | -     |       |       |
| Cody Thomas              | Pilier           | -      | 2      | 7      | -      | -      | -      | -      | -      | -      | 229 | 3                  | 2                  | -                  | -                  | -                  | -                  | -                  | -                  | -                  | 5    | 9     | -     | -     | -     | -     | -     | -     |       |       |
| Hayden Thompson-Stringer | Pilier           | -      | 3      | 6      | 1      | -      | -      | -      | -      | -      | 132 | 2                  | -                  | -                  | -                  | -                  | -                  | -                  | -                  | -                  | 5    | 6     | 1     | -     | -     | -     | -     | -     |       |       |
| Richard Fourcade         | Deuxième ligne   | -      | 1      | 3      | 1      | -      | -      | -      | -      | -      | 48  | -                  | 2                  | -                  | -                  | -                  | -                  | -                  | -                  | -                  | 1    | 5     | 1     | -     | -     | -     | -     | -     |       |       |
| Victor Lebas             | Deuxième ligne   | -      | 2      | 7      | -      | -      | -      | -      | 1      | -      | 418 | 6                  | -                  | 1                  | -                  | -                  | -                  | -                  | -                  | -                  | 8    | 7     | 1     | -     | -     | -     | 1     | -     |       |       |
| Mitch Lees               | Deuxième ligne   | -      | 12     | -      | -      | -      | -      | -      | -      | -      | 121 | 2                  | -                  | -                  | -                  | -                  | -                  | -                  | -                  | -                  | 14   | -     | -     | -     | -     | -     | -     | -     |       |       |
| Dan Malafosse            | Deuxième ligne   | -      | 1      | 2      | -      | -      | -      | -      | -      | -      | 81  | 1                  | 1                  | -                  | -                  | -                  | -                  | -                  | -                  | -                  | 2    | 3     | -     | -     | -     | -     | -     | -     |       |       |
| Peet Marais              | Deuxième ligne   | -      | 14     | -      | -      | -      | -      | -      | -      | -      | 92  | 1                  | 1                  | -                  | -                  | -                  | -                  | -                  | -                  | -                  | 15   | 1     | -     | -     | -     | -     | -     | -     |       |       |
| Johan Snyman             | Deuxième ligne   | -      | -      | -      | -      | -      | -      | -      | -      | -      | 0   | -                  | -                  | -                  | -                  | -                  | -                  | -                  | -                  | -                  | -    | -     | -     | -     | -     | -     | -     | -     |       |       |
| Aymeric Tronc            | Deuxième ligne   | -      | -      | -      | -      | -      | -      | -      | -      | -      | 13  | -                  | 1                  | -                  | -                  | -                  | -                  | -                  | -                  | -                  | -    | 1     | -     | -     | -     | -     | -     | -     |       |       |
| Jan Uys                  | Deuxième ligne   | -      | 4      | 6      | -      | -      | -      | -      | -      | -      | 187 | 2                  | 2                  | -                  | -                  | -                  | -                  | -                  | -                  | -                  | 6    | 8     | -     | -     | -     | -     | -     | -     |       |       |
| Esteban Abadie           | Troisième ligne  | -      | 2      | -      | -      | -      | -      | -      | -      | -      | 135 | 2                  | -                  | -                  | -                  | -                  | -                  | -                  | -                  | -                  | 4    | -     | -     | -     | -     | -     | -     | -     |       |       |
| Steevy Cerqueira         | Troisième ligne  | -      | 1      | 1      | -      | -      | -      | -      | -      | -      | 320 | 4                  | -                  | -                  | -                  | -                  | -                  | -                  | -                  | -                  | 5    | 1     | -     | -     | -     | -     | -     | -     |       |       |
| So'otala Fa'aso'o        | Troisième ligne  | -      | 9      | 6      | 1      | -      | -      | -      | -      | -      | 265 | 3                  | 1                  | -                  | -                  | -                  | -                  | -                  | -                  | -                  | 12   | 7     | 1     | -     | -     | -     | -     | -     |       |       |
| Otar Giorgadze           | Troisième ligne  | -      | 3      | 3      | -      | -      | -      | -      | -      | -      | 236 | 3                  | 2                  | 3                  | -                  | -                  | -                  | -                  | -                  | -                  | 6    | 5     | 3     | -     | -     | -     | -     | -     |       |       |
| Saïd Hireche             | Troisième ligne  | -      | 14     | -      | -      | -      | -      | -      | -      | -      | 0   | -                  | -                  | -                  | -                  | -                  | -                  | -                  | -                  | -                  | 14   | -     | -     | -     | -     | -     | -     | -     |       |       |
| Kitione Kamikamica       | Troisième ligne  | -      | 11     | 4      | 2      | -      | -      | -      | -      | -      | 199 | 2                  | 1                  | -                  | -                  | -                  | -                  | -                  | -                  | -                  | 13   | 5     | 2     | -     | -     | -     | -     | -     |       |       |
| Retief Marais            | Troisième ligne  | -      | 3      | 1      | -      | -      | -      | -      | -      | -      | 28  | -                  | 1                  | -                  | -                  | -                  | -                  | -                  | -                  | -                  | 3    | 2     | -     | -     | -     | -     | -     | -     |       |       |
| Irakli Tskhadadze        | Troisième ligne  | -      | -      | -      | -      | -      | -      | -      | -      | -      | -   | -                  | -                  | -                  | -                  | -                  | -                  | -                  | -                  | -                  | -    | -     | -     | -     | -     | -     | -     | -     |       |       |
| Matthieu Voisin          | Troisième ligne  | -      | 8      | 4      | 1      | -      | -      | -      | -      | -      | 257 | 4                  | -                  | -                  | -                  | -                  | -                  | -                  | -                  | -                  | 12   | 4     | 1     | -     | -     | -     | -     | -     |       |       |
| Julien Blanc             | Demi de mêlée    | -      | 10     | 4      | 3      | -      | -      | -      | -      | -      | 22  | -                  | 1                  | -                  | -                  | -                  | -                  | -                  | -                  | -                  | 10   | 5     | 3     | -     | -     | -     | -     | -     |       |       |
| David Delarue            | Demi de mêlée    | -      | 2      | 4      | -      | -      | -      | -      | -      | -      | 103 | -                  | 4                  | 1                  | -                  | -                  | -                  | -                  | -                  | -                  | 2    | 8     | 1     | -     | -     | -     | -     | -     |       |       |
| Quentin Delord           | Demi de mêlée    | -      | 1      | 4      | -      | -      | -      | -      | -      | -      | 77  | 1                  | 1                  | -                  | -                  | -                  | -                  | -                  | -                  | -                  | 2    | 5     | -     | -     | -     | -     | -     | -     |       |       |
| Vasil Lobzhanidze        | Demi de mêlée    | -      | 4      | 5      | 1      | -      | -      | -      | -      | -      | 278 | 5                  | -                  | 4                  | -                  | -                  | -                  | -                  | -                  | -                  | 9    | 5     | 5     | -     | -     | -     | -     | -     |       |       |
| Tedo Abzhandadze         | Demi d'ouverture | -      | -      | 1      | -      | -      | -      | -      | -      | -      | 343 | 4                  | 2                  | -                  | 10                 | 5                  | -                  | -                  | -                  | -                  | 4    | 3     | -     | 10    | 5     | -     | -     | -     |       |       |
| Enzo Hervé               | Demi d'ouverture | -      | 9      | 5      | -      | 4      | 10     | -      | -      | -      | 137 | 2                  | 2                  | -                  | 2                  | -                  | -                  | -                  | -                  | -                  | 11   | 7     | -     | 6     | 10    | -     | -     | -     |       |       |
| Stuart Olding            | Demi d'ouverture | -      | 9      | -      | -      | -      | -      | -      | -      | -      | 32  | -                  | 1                  | -                  | -                  | -                  | -                  | -                  | -                  | -                  | 9    | 1     | -     | -     | -     | -     | -     | -     |       |       |
| Maxence Darthou          | Centre           | -      | -      | -      | -      | -      | -      | -      | -      | -      | -   | 1                  | 3                  | -                  | -                  | -                  | -                  | -                  | -                  | -                  | 1    | 3     | -     | -     | -     | -     | -     | -     |       |       |
| Alex Dunbar              | Centre           | -      | 6      | 1      | 1      | -      | -      | -      | -      | 1      | 339 | 5                  | -                  | -                  | -                  | -                  | -                  | -                  | -                  | -                  | 11   | 1     | 1     | -     | -     | -     | 1     | -     |       |       |
| Sevanaia Galala          | Centre           | -      | 6      | 3      | 1      | -      | -      | -      | -      | -      | 92  | 1                  | 2                  | -                  | -                  | -                  | -                  | 2                  | -                  | -                  | 7    | 5     | 1     | -     | -     | -     | 2     | -     |       |       |
| Guillaume Galletier      | Centre           | -      | 8      | 3      | -      | -      | -      | -      | -      | -      | 171 | 3                  | -                  | -                  | -                  | -                  | -                  | -                  | -                  | -                  | 11   | 3     | -     | -     | -     | -     | -     | -     |       |       |
| Nico Lee                 | Centre           | -      | 10     | -      | 1      | -      | -      | -      | -      | -      | 160 | 2                  | -                  | -                  | -                  | -                  | -                  | 1                  | -                  | -                  | 12   | -     | 1     | -     | -     | -     | 1     | -     |       |       |
| Arnaud Mignardi          | Centre           | 0      | -      | -      | -      | -      | -      | -      | -      | -      | 0   | -                  | -                  | -                  | -                  | -                  | -                  | -                  | -                  | 0                  | -    | -     | -     | -     | -     | -     | -     | -     |       |       |
| Alban Ramette            | Centre           | -      | -      | 1      | -      | -      | -      | -      | -      | -      | 65  | -                  | 1                  | -                  | -                  | -                  | -                  | -                  | -                  | -                  | -    | 2     | -     | -     | -     | -     | -     | -     |       |       |
| Ken Bikadua              | Ailier           | -      | -      | -      | -      | -      | -      | -      | -      | -      | 0   | -                  | -                  | -                  | -                  | -                  | -                  | -                  | -                  | -                  | -    | -     | -     | -     | -     | -     | -     | -     |       |       |
| Setareki Bituniyata      | Ailier           | -      | 1      | 1      | -      | -      | -      | -      | -      | -      | 320 | 4                  | -                  | -                  | -                  | -                  | -                  | -                  | -                  | -                  | 5    | 1     | -     | -     | -     | -     | -     | -     |       |       |
| Eneriko Buliruarua       | Ailier           | -      | 3      | 2      | -      | -      | -      | -      | -      | 1      | 320 | 4                  | -                  | 1                  | -                  | -                  | -                  | -                  | -                  | -                  | 7    | 2     | 1     | -     | -     | -     | -     | 1     |       |       |
| Axel Müller              | Ailier           | -      | 13     | -      | 2      | -      | -      | -      | 2      | -      | 0   | -                  | -                  | -                  | -                  | -                  | -                  | -                  | -                  | -                  | 13   | -     | 2     | -     | -     | -     | 2     | -     |       |       |
| Guillaume Namy           | Ailier           | -      | 7      | 1      | 1      | -      | -      | -      | -      | -      | 160 | 2                  | -                  | -                  | -                  | -                  | -                  | -                  | -                  | -                  | 9    | 1     | 1     | -     | -     | -     | -     | -     |       |       |
| Franck Romanet           | Ailier           | -      | 6      | 2      | 1      | -      | -      | -      | -      | -      | 51  | -                  | 1                  | -                  | -                  | -                  | -                  | -                  | -                  | -                  | 6    | 3     | 1     | -     | -     | -     | -     | -     |       |       |
| Rory Scholes             | Ailier           | -      | 2      | 2      | 1      | -      | -      | -      | -      | -      | 311 | 5                  | -                  | -                  | -                  | -                  | -                  | -                  | -                  | -                  | 7    | 2     | 1     | -     | -     | -     | -     | -     |       |       |
| Pierre Tournebize        | Ailier           | -      | 1      | -      | 1      | -      | -      | -      | -      | -      | 0   | -                  | -                  | -                  | -                  | -                  | -                  | -                  | -                  | -                  | 1    | -     | 1     | -     | -     | -     | -     | -     |       |       |
| Joris Jurand             | Arrière          | -      | 8      | 6      | 5      | -      | -      | -      | -      | 1      | 240 | 3                  | -                  | -                  | -                  | -                  | -                  | -                  | -                  | -                  | 11   | 6     | 5     | -     | -     | -     | -     | 1     |       |       |
| Thomas Laranjeira        | Arrière          | -      | 13     | 2      | 3      | 26     | 38     | -      | -      | -      | 0   | -                  | -                  | -                  | -                  | -                  | -                  | -                  | -                  | -                  | 13   | 2     | 3     | 26    | 38    | -     | -     | -     |       |       |

#### Statistiques par réalisateur
Classement des meilleurs réalisateurs en Top 14
| Rang | Joueur             | Poste            | Points | Essais | Transf. | Pén. | Drops |
| ---- | ------------------ | ---------------- | ------ | ------ | ------- | ---- | ----- |
| 1    | Thomas Laranjeira  | Arrière          | 181    | 3      | 26      | 38   | -     |
| 2    | Enzo Hervé         | Demi d'ouverture | 38     | -      | 4       | 10   | -     |
| 3    | Joris Jurand       | Arrière          | 25     | 5      | -       | -    | -     |
| 4    | Julien Blanc       | Demi de mêlée    | 15     | 3      | -       | -    | -     |
| 5    | Axel Müller        | Ailier           | 10     | 2      | -       | -    | -     |
| -    | Kitione Kamikamica | Troisième ligne  | 10     | 2      | -       | -    | -     |

Classement des meilleurs réalisateurs en Challenge Européen
| Rang | Joueur            | Poste            | Points | Essais | Transf. | Pén. | Drops |
| ---- | ----------------- | ---------------- | ------ | ------ | ------- | ---- | ----- |
| 1    | Tedo Abzhandadze  | Demi d'ouverture | 35     | -      | 10      | 5    | -     |
| 2    | Vasil Lobzhanidze | Demi de mêlée    | 20     | 4      | -       | -    | -     |
| 3    | Otar Giorgadze    | Troisième ligne  | 15     | 3      | -       | -    | -     |

#### Statistiques par marqueur
| Rang  | Joueur                   | Poste           | Top 14    | Challenge européen | TOTAL     |
| ----- | ------------------------ | --------------- | --------- | ------------------ | --------- |
| 1     | Vasil Lobzhanidze        | Demi de mêlée   | 1         | 4                  | 5 essais  |
| 1     | Joris Jurand             | Arrière         | 5         | -                  | 5 essais  |
| 3     | Julien Blanc             | Demi de mêlée   | 3         | -                  | 3 essais  |
| 3     | Thomas Laranjeira        | Arrière         | 3         | -                  | 3 essais  |
| 3     | Otar Giorgadze           | Troisième ligne | -         | 3                  | 3 essais  |
| 6     | Axel Müller              | Ailier          | 2         | -                  | 2 essais  |
| 6     | Kitione Kamikamica       | Troisième ligne | 2         | -                  | 2 essais  |
| 6     | François Da Ros          | Talonneur       | 1         | 1                  | 2 essais  |
| 9     | Simon-Pierre Chauvac     | Pilier          | 1         | -                  | 1 essai   |
| 9     | Richard Fourcade         | Deuxième ligne  | 1         | -                  | 1 essai   |
| 9     | Alex Dunbar              | Centre          | 1         | -                  | 1 essai   |
| 9     | Guillaume Namy           | Ailier          | 1         | -                  | 1 essai   |
| 9     | So'otala Fa'aso'o        | Troisième ligne | 1         | -                  | 1 essai   |
| 9     | Sevanaia Galala          | Centre          | 1         | -                  | 1 essai   |
| 9     | Franck Romanet           | Ailier          | 1         | -                  | 1 essai   |
| 9     | Hayden Thompson-Stringer | Ailier          | 1         | -                  | 1 essai   |
| 9     | Nico Lee                 | Centre          | 1         | -                  | 1 essai   |
| 9     | Matthieu Voisin          | Troisième ligne | 1         | -                  | 1 essai   |
| 9     | Karlen Asieshvili        | Pilier          | 1         | -                  | 1 essai   |
| 9     | Mesake Doge              | Pilier          | 1         | -                  | 1 essai   |
| 9     | James Johnston           | Pilier          | 1         | -                  | 1 essai   |
| 9     | Rory Scholes             | Ailier          | 1         | -                  | 1 essai   |
| 9     | Pierre Tournebize        | Ailier          | 1         | -                  | 1 essai   |
| 9     | Vasil Lobzhanidze        | Demi de mêlée   | -         | 1                  | 1 essai   |
| 9     | Eneriko Buliruarua       | Ailier          | -         | 1                  | 1 essai   |
| 9     | David Delarue            | Demi de mêlée   | -         | 1                  | 1 essai   |
| 9     | Thomas Acquier           | Talonneur       | -         | 1                  | 1 essai   |
| 9     | Victor Lebas             | Deuxième ligne  | -         | 1                  | 1 essai   |
| 9     | Peniami Narisia          | Talonneur       | -         | 1                  | 1 essai   |
| #     | essai de pénalité        | -               | -         | 1                  | 1 essai   |
| Total | -                        | 28 marqueurs    | 32 essais | 14 essais          | 46 essais |

### Joueurs en sélections internationales
| Joueur            | Poste            | Pays    | Compétition                                                                   | Sélections (points) |
| ----------------- | ---------------- | ------- | ----------------------------------------------------------------------------- | ------------------- |
| Sevenaia Galala   | Ailier           | Fidji   | Test matchs                                                                   | 2 (0)               |
| Tedo Abzhandadze  | Demi d'ouverture | Géorgie | Test matchs, Coupe du monde de rugby 2019, Championnat international d'Europe | 8 (63)              |
| Karlen Asieshvili | Pilier           | Géorgie | Test matchs                                                                   | 1 (5)               |
| Otar Giorgadze    | Troisième ligne  | Géorgie | Test matchs, Coupe du monde de rugby 2019, Championnat international d'Europe | 6 (5)               |
| Vano Karkadze     | Talonneur        | Géorgie | Test matchs, Coupe du monde de rugby 2019, Championnat international d'Europe | 3 (5)               |
| Vasil Lobzhanidze | Demi de mêlée    | Géorgie | Test matchs, Coupe du monde de rugby 2019, Championnat international d'Europe | 8 (0)               |

### Affluences
Affluence du CA Brive à domicile.

## Feuilles de matchs
1. ↑  « Feuille de match Section paloise - CA Brive », sur lnr.fr (consulté le 25 août 2019).
2. ↑  « Feuille de match SU Agen - CA Brive », sur lnr.fr (consulté le 31 août 2019).
3. ↑  « Feuille de match CA Brive - ASM Clermont », sur lnr.fr (consulté le 8 septembre 2019).
4. ↑  « Feuille de match Lyon OU - CA Brive », sur rugbyrama.fr (consulté le 29 septembre 2019).
5. ↑  « Feuille de match CA Brive - RC Toulon », sur rugbyrama.fr (consulté le 29 septembre 2019).
6. ↑  « Feuille de match CA Brive - Stade toulousain », sur lnr.fr (consulté le 5 octobre 2019).
7. ↑  « Feuille de match Stade rochelais - CA Brive », sur rugbyrama.fr (consulté le 13 octobre 2019).
8. ↑  « Feuille de match CA Brive - Union Bordeaux Bègles », sur lnr.fr (consulté le 20 octobre 2019).
9. ↑  « Feuille de match Castres olympique - CA Brive », sur rugbyrama.fr (consulté le 9 novembre 2019).
10. ↑  « Feuille de match Stade français - CA Brive », sur epcrugby.com (consulté le 16 novembre 2019).
11. ↑  « Feuille de match CA Brive - Bristol Bears », sur epcrugby.com (consulté le 23 novembre 2019).
12. ↑  « Feuille de match CA Brive - Stade français », sur lnr.fr (consulté le 1er décembre 2019).
13. ↑  « Feuille de match Zebre - CA Brive », sur epcrugby.com (consulté le 8 décembre 2019).
14. ↑  « Feuille de match CA Brive - Zebre », sur epcrugby.com (consulté le 14 décembre 2019).
15. ↑  « Feuille de match Zebre - CA Brive », sur lnr.fr (consulté le 22 décembre 2019).
16. ↑  « Feuille de match CA Brive – Racing 92 », sur lnr.fr (consulté le 30 décembre 2019).
17. ↑  « Feuille de match Montpellier HR  - CA Brive », sur lnr.fr (consulté le 5 janvier 2020).
18. ↑  « Feuille de match Bristol Bears - CA Brive », sur epcrugby.com (consulté le 12 janvier 2020).
19. ↑  « Feuille de match CA Brive - Stade français », sur epcrugby.com (consulté le 19 janvier 2020).
20. ↑  « Feuille de match CA Brive – Section paloise », sur lnr.fr (consulté le 26 janvier 2020).
21. ↑  « Feuille de match RC Toulon - CA Brive », sur lnr.fr (consulté le 16 février 2020).
22. ↑  « Feuille de match CA Brive - SU Agen », sur lnr.fr (consulté le 22 février 2020).
23. ↑  « Feuille de match CA Brive - Lyon OU », sur lnr.fr (consulté le 29 février 2020).